# Mistrzostwa Świata Juniorów w Biathlonie 2003
Mistrzostwa Świata Juniorów w Biathlonie 2003 odbyły się w Kościelisku, w dniach 5 lutego – 9 lutego 2003 roku. Rozegrane zostały 4 konkurencje: bieg indywidualny, bieg sprinterski, bieg pościgowy i bieg sztafetowy. Wszystkie konkurencje zostały rozegrane dla mężczyzn i kobiet juniorów oraz juniorów młodszych. W sumie odbyło się 16 biegów.

## Wyniki kobiet (juniorki)

### Bieg sprinterski – 7,5 km[1]
- Data: 5 lutego 2003

| Medal | Zawodnik           | Narodowość | Strzelanie | Wynik   | Strata  |
| ----- | ------------------ | ---------- | ---------- | ------- | ------- |
|       | Ludmiła Anańka     | Białoruś   | 0+0        | 28:44,7 |         |
|       | Jana Romanowa      | Rosja      | 0+0        | 28:59,2 | +14,5   |
|       | Ute Niziak         | Niemcy     | 1+0        | 29:08,6 | +23,9   |
| ...   | ...                | ...        | ...        | ...     | ...     |
| 30.   | Magdalena Nykiel   | Polska     | 1+2        | 32:09,7 | +3:25,0 |
| 34.   | Krystyna Pałka     | Polska     | 1+2        | 32:17,4 | +3:32,7 |
| 38.   | Katarzyna Ponikwia | Polska     | 2+2        | 32:50,4 | +4:05,7 |
| 40.   | Bernadetta Bednarz | Polska     | 2+1        | 32:57,2 | +4:12,5 |

### Bieg pościgowy – 10 km[2]
- Data: 6 lutego 2003

| Medal | Zawodnik           | Narodowość | Strzelanie | Wynik   | Strata  |
| ----- | ------------------ | ---------- | ---------- | ------- | ------- |
|       | Ute Niziak         | Niemcy     | 0+2+1+1    | 50:00,8 |         |
|       | Jana Romanowa      | Rosja      | 1+1+2+0    | 50:56,6 | +55,8   |
|       | Magda Rezlerová    | Czechy     | 0+0+2+1    | 51:04,2 | +1:03,4 |
| ...   | ...                | ...        | ...        | ...     | ...     |
| 21.   | Magdalena Nykiel   | Polska     | 1+0+1+2    | 55:39,4 | +5:38,6 |
| 27.   | Krystyna Pałka     | Polska     | 0+0+3+3    | 56:49,8 | +6:49,0 |
| 30.   | Katarzyna Ponikwia | Polska     | 3+1+2+1    | 57:17,9 | +7:17,1 |
| 34.   | Bernadetta Bednarz | Polska     | 1+4+2+0    | 58:21,4 | +8:20,6 |

### Bieg indywidualny – 12,5 km[3]
- Data: 8 lutego 2003

| Medal | Zawodnik           | Narodowość | Strzelanie | Wynik   | Strata  |
| ----- | ------------------ | ---------- | ---------- | ------- | ------- |
|       | Ute Niziak         | Niemcy     | 0+0+0+0    | 47:25,9 |         |
|       | Nadieżda Czastina  | Rosja      | 1+0+1+0    | 49:38,5 | +2:12,6 |
|       | Ludmiła Anańka     | Białoruś   | 0+2+0+0    | 49:39,0 | +2:13,1 |
| ...   | ...                | ...        | ...        | ...     | ...     |
| 15.   | Bernadetta Bednarz | Polska     | 0+1+0+1    | 51:35,4 | +4:09,5 |
| 26.   | Anna Janas         | Polska     | 1+2+0+1    | 53:52,7 | +6:26,8 |
| 33.   | Katarzyna Ponikwia | Polska     | 2+1+2+1    | 54:34,6 | +7:08,7 |
| 35.   | Krystyna Pałka     | Polska     | 3+1+0+2    | 54:41,0 | +7:15,1 |

### Bieg sztafetowy – 3×6km[4]
- Data: 9 lutego 2003

| Medal | Drużyna                                                         | Strzelanie                      | Wynik     | Strata  |
| ----- | --------------------------------------------------------------- | ------------------------------- | --------- | ------- |
|       | Rosja · Jana Romanowa · Uljana Dienisowa · Nadieżda Czastina    | 1+6 0+1 0+1 0+0 1+3 0+1 0+2 0+0 | 1:15:40,1 |         |
|       | Niemcy · Jenny Adler · Katharina Echter · Ute Niziak            | 1+6 0+2 0+3 0+0 0+0 0+2 1+3 0+0 | 1:15:54,0 | +13,9   |
|       | Czechy · Klára Moravcová · Lenka Votocková · Magda Rezlerová    | 0+1 0+8 0+0 0+3 0+1 0+2 0+0 0+3 | 1:16:00,1 | +20,0   |
| ...   | ...                                                             | ...                             | ...       | ...     |
| 9.    | Polska · Krystyna Pałka · Magdalena Nykiel · Katarzyna Ponikwia | 0+3 1+7 0+2 0+3 0+1 1+3 0+0 0+1 | 1:19:23,4 | +3:43,3 |

## Wyniki kobiet (juniorki młodsze)

### Bieg sprinterski – 6 km[5]
- Data: 5 lutego 2003

| Medal | Zawodnik             | Narodowość | Strzelanie | Wynik   | Strata  |
| ----- | -------------------- | ---------- | ---------- | ------- | ------- |
|       | Marija Kossinowa     | Rosja      | 2+0        | 28:14,5 |         |
|       | Anna Bułygina        | Rosja      | 1+1        | 28:19,6 | +5,1    |
|       | Jeanine Jung         | Niemcy     | 1+1        | 28:24,2 | +9,7    |
| ...   | ...                  | ...        | ...        | ...     | ...     |
| 26.   | Izabela Hobot        | Polska     | 2+0        | 31:12,8 | +2:58,3 |
| 32.   | Monika Rzepka        | Polska     | 1+0        | 31:52,0 | +3:37,5 |
| 34.   | Angelika Szrubianiec | Polska     | 1+2        | 31:57,4 | +3:42,9 |
| 35.   | Paulina Bobak        | Polska     | 3+3        | 31:59,0 | +3:44,5 |

### Bieg pościgowy – 7,5 km[6]
- Data: 6 lutego 2003

| Medal | Zawodnik             | Narodowość | Strzelanie | Wynik   | Strata  |
| ----- | -------------------- | ---------- | ---------- | ------- | ------- |
|       | Marija Kossinowa     | Rosja      | 1+1+0+1    | 37:25,8 |         |
|       | Anastasija Kuźmina   | Rosja      | 1+0+0+2    | 38:07,9 | +42,1   |
|       | Anna Bułygina        | Rosja      | 1+0+3+2    | 38:43,5 | +1:17,7 |
| ...   | ...                  | ...        | ...        | ...     | ...     |
| 19.   | Paulina Bobak        | Polska     | 0+2+2+0    | 42:22,6 | +4:56,8 |
| 23.   | Angelika Szrubianiec | Polska     | 0+1+2+2    | 43:41,4 | +6:15,6 |
| 30.   | Monika Rzepka        | Polska     | 0+0+1+0    | 44:29,9 | +7:04,1 |
| 39.   | Izabela Hobot        | Polska     | 2+2+1+1    | 46:25,4 | +8:59,6 |

### Bieg indywidualny – 10 km[7]
- Data: 8 lutego 2003

| Medal | Zawodnik             | Narodowość | Strzelanie | Wynik   | Strata  |
| ----- | -------------------- | ---------- | ---------- | ------- | ------- |
|       | Tereza Hlavsová      | Czechy     | 0+0+0+1    | 45:08,7 |         |
|       | Anastasija Kuźmina   | Rosja      | 2+0+2+0    | 46:02,7 | +54,0   |
|       | Jeanie Jung          | Niemcy     | 0+1+0+2    | 46:47,2 | +1:38,5 |
| ...   | ...                  | ...        | ...        | ...     | ...     |
| 15.   | Paulina Bobak        | Polska     | 0+2+2+1    | 50:41,0 | +5:32,3 |
| 19.   | Joanna Leja          | Polska     | 0+2+0+0    | 51:02,8 | +5:54,1 |
| 23.   | Monika Rzepka        | Polska     | 1+0+0+1    | 51:25,9 | +6:17,2 |
| 44.   | Angelika Szrubianiec | Polska     | 1+5+0+4    | 54:54,3 | +9:45,6 |

### Bieg sztafetowy – 3×6km[8]
- Data: 9 lutego 2003

| Medal | Drużyna                                                       | Strzelanie                      | Wynik     | Strata  |
| ----- | ------------------------------------------------------------- | ------------------------------- | --------- | ------- |
|       | Rosja · Anna Bułygina · Anastasija Kuźmina · Marija Kossinowa | 1+8 1+4 0+2 0+1 0+3 0+0 1+3 1+3 | 1:17:17,8 |         |
|       | Niemcy · Anne Preußler · Friederike Göbel · Jeanie Jung       | 1+6 0+4 0+1 0+1 0+2 0+3 1+3 0+0 | 1:18:38,8 | +1:21,0 |
|       | Czechy · Lada Dusková · Petra Moravcová · Tereza Hlavsová     | 0+5 1+5 0+0 1+3 0+3 0+1 0+2 0+1 | 1:19:49,0 | +2:31,2 |
| ...   | ...                                                           | ...                             | ...       | ...     |
| 10.   | Polska · Paulina Bobak · Angelika Szrubianiec · Joanna Leja   | 0+5 6+7 0+1 1+3 0+2 3+3 0+2 2+1 | 1:25:41,7 | +8:23,9 |

## Wyniki mężczyzn (juniorzy)

### Bieg sprinterski – 10 km[9]
- Data: 5 lutego 2003

| Medal | Zawodnik            | Narodowość | Strzelanie | Wynik   | Strata  |
| ----- | ------------------- | ---------- | ---------- | ------- | ------- |
|       | Michael Rösch       | Niemcy     | 0+0        | 28:30,8 |         |
|       | Michal Šlesingr     | Czechy     | 0+0        | 28:34,4 | +3,6    |
|       | Maksim Czudow       | Rosja      | 0+0        | 28:41,9 | +11,1   |
| ...   | ...                 | ...        | ...        | ...     | ...     |
| 17.   | Krzysztof Pływaczyk | Polska     | 0+0        | 30:38,4 | +2:07,6 |
| 45.   | Łukasz Matysek      | Polska     | 0+1        | 31:56,0 | +3:25,2 |
| 48.   | Łukasz Wojaczek     | Polska     | 1+1        | 32:07,7 | +3:36,9 |
| 70.   | Adam Szary          | Polska     | 2+2        | 34:06,1 | +5:35,3 |

### Bieg pościgowy – 12,5 km[10]
- Data: 6 lutego 2003

| Medal | Zawodnik            | Narodowość | Strzelanie | Wynik   | Strata  |
| ----- | ------------------- | ---------- | ---------- | ------- | ------- |
|       | Maksim Czudow       | Rosja      | 0+0+1+2    | 49:52,3 |         |
|       | Michal Šlesingr     | Czechy     | 0+2+0+1    | 50:48,7 | +56,4   |
|       | Ondřej Moravec      | Czechy     | 2+0+1+0    | 50:52,1 | +59,8   |
| ...   | ...                 | ...        | ...        | ...     | ...     |
| 10.   | Krzysztof Pływaczyk | Polska     | 0+1+1+1    | 53:28,5 | +3:36,2 |
| 23.   | Łukasz Matysek      | Polska     | 0+1+1+0    | 55:10,6 | +5:18,3 |
| 39.   | Łukasz Wojaczek     | Polska     | 3+1+2+1    | 57:34,8 | +7:42,5 |

### Bieg indywidualny – 15 km[11]
- Data: 8 lutego 2003

| Medal | Zawodnik            | Narodowość | Strzelanie | Wynik   | Strata   |
| ----- | ------------------- | ---------- | ---------- | ------- | -------- |
|       | Jouni Kinnunen      | Finlandia  | 0+0+0+1    | 46:55,7 |          |
|       | Miroslav Matiaško   | Słowacja   | 0+0+0+1    | 47:30,7 | +35,0    |
|       | Ondřej Moravec      | Czechy     | 1+1+0+1    | 47:52,3 | +56,6    |
| ...   | ...                 | ...        | ...        | ...     | ...      |
| 27.   | Łukasz Wojaczek     | Polska     | 1+0+0+1    | 51:05,4 | +4:09,7  |
| 48.   | Krzysztof Pływaczyk | Polska     | 0+2+2+1    | 53:42,0 | +6:46,3  |
| 64.   | Łukasz Matysek      | Polska     | 2+3+1+1    | 55:20,2 | +8:24,5  |
| 70.   | Mateusz Jędruch     | Polska     | 2+2+2+1    | 57:43,1 | +10:47,4 |

### Bieg sztafetowy – 4×7,5km[12]
- Data: 9 lutego 2003

| Medal | Drużyna                                                                       | Strzelanie                              | Wynik     | Strata  |
| ----- | ----------------------------------------------------------------------------- | --------------------------------------- | --------- | ------- |
|       | Rosja · Nikołaj Kozłow · Siergiej Sadownikow · Oleg Miłowanow · Maksim Czudow | 0+0 0+8 0+0 0+2 0+0 0+0 0+0 0+3         | 1:35:24,5 |         |
|       | Niemcy · Hansjörg Reuter · Norbert Schiller · Steve Renner · Michael Rösch    | 0+3 2+9 0+0 0+2 0+3 2+3 0+0 0+3 0+0 0+1 | 1:37:39,6 | +2:05,1 |
|       | Czechy · Martin Balatka · Ondřej Moravec · Jaroslav Soukup · Michal Šlesingr  | 1+6 0+4 1+3 0+1 0+0 0+1 0+2 0+2 0+1 0+0 | 1:37:43,3 | +2:18,8 |
| ...   | ...                                                                           | ...                                     | ...       | ...     |
| 17.   | Polska · Łukasz Matysek · Łukasz Wojaczek · Adam Szary · Krzysztof Pływaczyk  | 0+7 2+9 0+3 0+2 0+0 1+3 0+2 1+3 0+2 0+1 | 1:45:20,7 | +9:56,2 |

## Wyniki Mężczyzn (juniorzy młodsi)

### Bieg sprinterski – 7,5 km[13]
- Data: 5 lutego 2003

| Medal | Zawodnik            | Narodowość | Strzelanie | Wynik   | Strata  |
| ----- | ------------------- | ---------- | ---------- | ------- | ------- |
|       | Andriej Dołbasow    | Rosja      | 1+1        | 25:31,4 |         |
|       | Kiriłł Wasiliew     | Bułgaria   | 0+0        | 25:53,0 | +21,6   |
|       | Christoph Knie      | Niemcy     | 2+0        | 26:00,4 | +29,0   |
| ...   | ...                 | ...        | ...        | ...     | ...     |
| 39.   | Adam Kwak           | Polska     | 2+1        | 28:07,7 | +2:36,3 |
| 42.   | Stanisław Karpiel   | Polska     | 2+2        | 28:40,2 | +3:08,8 |
| 63.   | Kazimierz Obrochta  | Polska     | 1+2        | 29:37,2 | +4:05,8 |
| 72.   | Adam Nędza-Kubiniec | Polska     | 4+0        | 30:40,9 | +5:09,5 |

### Bieg pościgowy – 10 km[14]
- Data: 6 lutego 2003

| Medal | Zawodnik            | Narodowość | Strzelanie | Wynik   | Strata  |
| ----- | ------------------- | ---------- | ---------- | ------- | ------- |
|       | Christoph Knie      | Niemcy     | 0+0+1+2    | 46:14,8 |         |
|       | Ołeh Bereżnyj       | Ukraina    | 3+1+0+0    | 46:53,2 | +38,4   |
|       | Emil Hegle Svendsen | Norwegia   | 1+0+1+3    | 47:34,7 | +1:19,9 |
| ...   | ...                 | ...        | ...        | ...     | ...     |
| 11.   | Adam Kwak           | Polska     | 0+1+2+1    | 49:28,5 | +3:13,7 |
| 25.   | Stanisław Karpiel   | Polska     | 1+2+2+0    | 51:16,0 | +5:01,2 |

### Bieg indywidualny – 12,5 km[15]
- Data: 8 lutego 2003

| Medal | Zawodnik            | Narodowość | Strzelanie | Wynik   | Strata   |
| ----- | ------------------- | ---------- | ---------- | ------- | -------- |
|       | Simon Fourcade      | Francja    | 0+0+0+1    | 44:19,5 |          |
|       | Robert Wick         | Niemcy     | 0+1+0+1    | 44:35,1 | +15,6    |
|       | Emil Hegle Svendsen | Norwegia   | 1+0+1+1    | 45:30,4 | +1:10,9  |
| 4.    | Stanisław Karpiel   | Polska     | 1+1+0+0    | 45:45,8 | +1:26,3  |
| ...   | ...                 | ...        | ...        | ...     | ...      |
| 16.   | Kazimierz Obrochta  | Polska     | 0+1+0+3    | 48:35,1 | +4:15,6  |
| 23.   | Łukasz Zych         | Polska     | 0+1+1+1    | 49:33,7 | +5:14,2  |
| 71.   | Adam Kwak           | Polska     | 2+4+3+2    | 55:11,7 | +10:52,2 |

### Bieg sztafetowy – 3×7,5km[16]
- Data: 9 lutego 2003

| Medal | Drużyna                                                         | Strzelanie                      | Wynik     | Strata  |
| ----- | --------------------------------------------------------------- | ------------------------------- | --------- | ------- |
|       | Rosja · Władisław Moisiejew · Iwan Panczenko · Andriej Dołbasow | 0+1 3+7 0+0 1+3 0+1 2+3 0+0 0+1 | 1:14:02,9 |         |
|       | Niemcy · Robert Wick · Jens Zimmer · Christoph Knie             | 0+3 1+6 0+1 1+3 0+1 0+1 0+1 0+2 | 1:14:03,3 | +0,4    |
|       | Ukraina · Andrij Atroszenko · Ołeh Bereżnyj · Ihor Jaszczenko   | 0+2 0+5 0+2 0+0 0+0 0+2 0+0 0+3 | 1:15:59,9 | +1:57,0 |
| ...   | ...                                                             | ...                             | ...       | ...     |
| 7.    | Polska · Kazimierz Obrochta · Łukasz Zych · Stanisław Karpiel   | 0+2 2+8 0+0 2+3 0+2 0+3 0+0 0+2 | 1:18:18,6 | +4:15,7 |

## Tabela Medalowa
| Miejsce | Państwo   |   |   |   | Razem |
| ------- | --------- | - | - | - | ----- |
| 1.      | Rosja     | 8 | 6 | 2 | 16    |
| 2.      | Niemcy    | 4 | 5 | 4 | 13    |
| 3.      | Czechy    | 1 | 2 | 6 | 9     |
| 4.      | Białoruś  | 1 |   | 1 | 2     |
| =5.     | Finlandia | 1 |   |   | 1     |
| =5.     | Francja   | 1 |   |   | 1     |
| 7.      | Ukraina   |   | 1 | 1 | 2     |
| =8.     | Bułgaria  |   | 1 |   | 1     |
| =8.     | Słowacja  |   | 1 |   | 1     |
| 10.     | Norwegia  |   |   | 2 | 2     |